# The Story of Jonathan
The Story of Jonathan, pubblicato nel 1992, è il terzo video della band heavy metal W.A.S.P.. Fu commercializzato in VHS e ottenne la pubblicazione del singolo omonimo, il quale è una canzone recitata con l'accompagnamento della chitarra ed è la narrazione, fatta da Blackie Lawless, della storia contenuta nell'album "The crimson idol".

## Tracce
1. The Story of Jonathan
2. Hold on to my heart 04:23
3. The idol 08:41
4. Arena of pleasure 05:00
5. Black forever 03:17
6. Japan 1992 interview
7. Live clips from Donington 1992
8. Donington 1992 interview